# Stenocorus vittatus
Stenocorus vittatus là một loài bọ cánh cứng trong họ Cerambycidae.